# Alfonso Montes
Alfonso Montes (* 9. Februar 1955 in Ciudad Bolívar) ist ein venezolanischer Komponist und Gitarrist.
Montes hatte bereits als Kind Gitarrenunterricht bei Carlos Atilano und Leopoldo Igarza in Caracas. Mit einem Stipendium des venezolanischen Kultusministeriums ging er 1976 nach London, wo er bis 1982 Schüler von John Duarte war und Musiktheorie und Komposition am Royal College of Music sowie an der Guildhall School of Music and Drama bei Adrian Thorne studierte.
Danach unterrichtete er u. a. am University College of Music in London (1980–1982), am Instituto Universitario de Estudios Musicales in Caracas sowie bei der Cannington International Summer School (1980–1991), koordinierte von 1985 bis 1987 die Jugendorchesterarbeit in Caracas und war 1991 und 1992 Direktor des International Guitar Festival in Cambridge (1991–1992). 
1992 wurde er zum Kulturattaché der venezolanischen Botschaft zunächst in London, dann bis 1997 in Bonn ernannt. Von 1998 bis 2000 war er Generaldirektor für internationale Angelegenheiten des Nationalrates für Kultur. 
Wegen seiner Kritik am Regime von Präsident Chávez musste er Ende 2000 emigrieren. Er lebt in Stuttgart.
Neben Solo- und Konzertwerken für die Gitarre komponierte Montes auch Film- und Schauspielmusiken sowie sinfonische Werke.